# Am I in Love
Am I in Love ist ein Lied aus dem Soundtrack der US-amerikanischen Westernkomödie Bleichgesicht Junior. Das von Jack Brooks komponierte und getextete Lied wurde 1952 veröffentlicht. Geschrieben wurde es für den vorgenannten Film mit Bob Hope und Jane Russell. Im Film wird es von Bob Hope und Jane Russell im Duett gesungen. Das Lied behandelt die Frage, ob man verliebt sei und wie man feststellen könne, dass es so sei. Gleichzeitig weiß man aber, dass man sich anders fühlt, dass man tanzen und singen möchte und der Kopf verrückt spielt, und dass man sich sehr wünscht, dass es so sei …
Am I in Love wurde 1953 mit einer Oscarnominierung in der Kategorie „Bester Song“ bedacht, unterlag jedoch dem Lied High Noon (Do Not Forsake Me) von Dimitri Tiomkin und Ned Washington aus dem Western Zwölf Uhr mittags.
Das von Jack Brooks geschriebene Lied ist nicht dem gleichnamigen Song zu verwechseln, den Ron Barrett und Howard Ryan schrieben; er wurde u. a. von Barbara Lea (Lea in Love, Prestige, 1953) gecovert.

## Auszeichnung
- Oscarnominierung 1953 in der Kategorie „Bester Song“